# Convair X-12
El Convair X-12 fue el segundo, y más avanzado, banco de pruebas para el proyecto Atlas. Su diseño tenía tres motores, mientras que su predecesor, el X-11 sólo utilizaba un motor. Su primer vuelo se realizó en julio de 1958.
El X-12 fue pionero en ser un cohete de múltiples etapas, que fue la marca fundamental del programa Atlas. También es considerado el primer cohete intercontinental al tener un alcance de vuelo de más de 10 000 kilómetros.
De acuerdo con la revista Code One de Lockheed, ningún X-11 o X-12 fueron construidos o lanzados.